# 拉喬雷拉區
8°52′49″N 79°47′0″W / 8.88028°N 79.78333°W
拉喬雷拉區（西班牙語：Distrito de La Chorrera），是巴拿馬的一個行政區，位於該國中部，由西巴拿馬省負責管轄，始建於1855年9月12日，面積769.8平方公里，海拔高度69米，2010年人口161,470，人口密度每平方公里209.76人。